# Termocentrala de la Brazi
Termocentrala de la Brazi este o centrală electrică pe gaze naturale, deținută de compania Petrom, localizată în Brazi, județul Prahova.
A început să livreze electricitate în iunie 2011, după o investiție totală de 530 de milioane de euro.
Puterea instalată - de 860 de MW - o depășește pe cea a unui reactor nuclear de la Cernavodă și, din anul 2012, va genera 10% din producția de electricitate a României.
Întrucât este extrem de flexibilă și poate fi pornită și oprită rapid, centrala Petrom va fi folosită și pentru a echilibra producția de energie eoliană a țării atunci când vântul nu bate.
Până la momentul pornirii termocentralei de la Brazi, doar hidrocentralele puteau face acest lucru în România.
Producția de electricitate:
- 2013: 2,86 TWh [2]
- 2012: 1,86 TWh [2]